# 新开河街道 (天津市)
新开河街道，是中华人民共和国天津市河北区下辖的一个乡镇级行政单位。

## 行政区划
新开河街道下辖以下地区：
天泰社区、东华里社区、东昌里社区、裕泰园社区、盛华嘉园社区、隆成家园社区、华泰园社区、福嘉园社区、盛雅佳苑社区、宝祥园社区、芳草园社区、东海花园社区、盛和家园社区、盛泰嘉园社区、泰来嘉园社区、汇恒园社区和盛宁家园社区。